# Every Human Has Rights Media Awards
Every Human Has Rights Media Awards foi um prêmio em homenagem aos 60 anos da Declaração Universal dos Direitos Humanos, ocorrido em 6 de dezembro de 2008, apoiado pelo grupo The Elders e dirigido por Nelson Mandela. Foram premiados 30 trabalhos jornalísticos referentes a direitos humanos em toda parte do mundo. O movimento Every Human Has Rights Media Awards foi desenvolvido através de organizações internacionais como Unesco, Anistia internacional, ActionAid, dentre outros.